# Anoplodactylus insigniformis
Anoplodactylus insigniformis is een zeespin uit de familie Phoxichilidiidae. De soort behoort tot het geslacht Anoplodactylus. Anoplodactylus insigniformis werd in 1974 voor het eerst wetenschappelijk beschreven door Stock. 